# Miss Bahia 2014
Miss Bahia 2014 foi a 60ª edição do concurso que escolhe a melhor candidata baiana para representar seu estado e sua cultura no Miss Brasil. O evento contou com a participação de vinte e oito candidatas de diversos municípios no evento, realizado no tradicional teatro Diplomata, na capital do Estado. A noite final da competição foi televisionada pela Band Bahia assim como no ano anterior. Priscila Santiago, a Miss Bahia 2013 e terceira colocada no Miss Brasil do mesmo ano coroou sua sucessora à coroa no final do certame, que ocorreu no dia dezenove de julho, a coordenação é de Gabriella Rocha.

## Agenda
Durante alguns dias anteriores à noite final da competição, as candidatas passam por uma série de atividades, como:
- Jul 02: Divulgação das candidatas através das redes sociais (Instagram e Facebook Oficial).
- Jul 07: Candidatas se reúnem para o primeiro dia de ensaio de photoshoot com o fotógrafo Alex Dantas.
- Jul 11: Coquetel de apresentação das aspirantes ao título na loja Comparatto dentro do Salvador Shopping.
- Jul 12: As candidatas jantam no restaurante japonês Chizu.
- Jul 13: Ensaios de coreografia no Espaço Vittal e segundo dia de ensaios fotográficos com Alex Dantas.
- Jul 15: Ensaios de coreografia e ensaios fotográficos. Gravações externas.
- Jul 16: Candidatas curtem festa na Walking Party em Salvador.
- Jul 17: Últimos ensaios coreográficos e gravações externas.
- Jul 18: Avaliação técnica das misses com Evandro Hazzy e Gabriela Fagliari.
- Jul 19: Cerimônia de coroação ao vivo da nova detentora do título de Miss Bahia.

## Resultados
| Posição                 | Município e Candidata |
| Miss Bahia              | - Caetité - Anne Lima |
| 2º. Lugar               | - Camaçari - Ingra Moura |
| 3º. Lugar               | - Paulo Afonso - Luana Flávia |
| 4º. Lugar               | - São Sebastião do Passé - Carol Amaral |
| 5º. Lugar               | - Amargosa - Aline Monaretto |
| (TOP 10) Semifinalistas | - Feira de Santana - Verônica Magalhães - Salvador - Bruna Machado - Serrinha - Ana Talita Lima - Simões Filho - Pollyana Giffoni - Vitória da Conquista - Tayzza Ferreira |
| (TOP 15) Semifinalistas | - Conceição do Coité - Julyette Figueiredo - Dias d'Ávila - Nataly Carvalho - Madre de Deus - Iva Saback - Mata de São João - Larissa Solli - Mundo Novo - Evelin Gomes    |

### Premiações Especiais
- A mais simpática é eleita pelas próprias candidatas em voto secreto, veja quem ganhou:

| Prêmio        | Município e Candidata         |
| Miss Simpatia | - Paulo Afonso - Luana Flávia |

### Ordem dos Anúncios
- Pela primeira vez, as candidatas foram chamadas em ordem alfabética, e não de maneira randômica, como de costume:

| 1. Amargosa 2. Caetité 3. Camaçari 4. Conceição do Coité 5. Dias D'Ávila 6. Feira de Santana 7. Madre de Deus 8. Mata de São João 9. Mundo Novo 10. Paulo Afonso 11. Salvador 12. São Sebastião do Passé 13. Serrinha 14. Simões Filho 15. Vitória da Conquista | 1. Amargosa 2. Caetité 3. Camaçari 4. Feira de Santana 5. Paulo Afonso 6. Salvador 7. São Sebastião do Passé 8. Serrinha 9. Simões Filho 10. Vitória da Conquista | 1. Amargosa 2. Caetité 3. Camaçari 4. Paulo Afonso 5. São Sebastião do Passé |

## Polêmica
Após a eleição da nova detentora da faixa estadual, o presidente do júri, o diretor teatral Fernando Guerreiro afirmou que não gostou da escolha da vencedora e afirmou que o resultado todos viram, segundo ele: "Venceu a estética do funeral", dito em relação à magreza excessiva de Anne Lima, a representante de Caetité.
Pegando ainda a declaração do jurado, o especialista e missólogo Roberto Macedo diz: "A cada dia me afasto mais e mais dos concursos no Brasil porque realmente está existindo uma concepção estranha da beleza. Além de resultados bastante duvidosos. Inventaram agora que a "coordenação" nacional escolhe até as cinco finalistas dos concursos estaduais. E os jurados fazem papel de idiota para votar somente naquelas cinco. Por isso me desinteressei e nem assisto mais aos concursos estaduais. Mas sim ao "Miss Universo".
Complementou seu comentário dizendo: "Não concordo com eleição de anoréxicas. Isso nunca existiu no Miss Universo. É mentira. Internacionalmente as misses são magras, mas não essa estética de famintas! São magras, mas com curvas, seios e bumbum arrebitado". A organização do Miss Bahia, sob porta voz da coordenadora Gabriella Rocha não se posicionou oficialmente sobre o caso, mas em uma postagem em sua rede social, Gabriella disse que a vencedora precisa de tonificação corporal mas que as críticas não correspondem ao fato da vitória ser desmerecida, visto que a vencedora é "um amor de pessoa" e representará a Bahia com perfeição no certame nacional.

## Programação Musical
Conforme as entradas das misses na passarela, algumas músicas de apoio são tocadas, foram elas:
- Abertura: Instrumental.
- Desfile de Biquini: Don't Be Cruel (por Elvis Presley).
- Desfile de Maiô: Oh, Pretty Woman (por Roy Orbison).
- Desfile de Traje de Gala: Let's All Sing Together (por Glenn Miller).
- Final Look: Crazy Little Thing Called Love (por Queen).

## Jurados
A avaliação dos jurados é feita em duas ocasiões diferentes, como:

### Técnicos
Avalia as candidatas antes da noite da final televisionada, fizeram parte dele:
1. Evandro Hazzy, coordenador técnico do Miss Brasil;
2. Gabriela Fagliari, diretora de projetos da Enter; e
3. Gabriella Rocha, coordenadora do Miss Bahia.

### Final
A lista de jurados da final televisionada foi composta abaixo por:
1. Catarina Andrade, empresária no ramo de jóias;
2. Dr. Cláudio Bacelar, médico dermatologista;
3. Evandro Hazzy, coordenador técnico do Miss Brasil;
4. Fernando Guerreiro, diretor cinematográfico;
5. Gabriela Fagliari, diretora de projetos da Enter;
6. Hélio Tourinho, diretor comercial da Band Bahia; e
7. Marta Abreu, empresária;

## Candidatas
Todas as aspirantes ao título que competirão neste ano do concurso:
| - Amargosa - Aline Monaretto - Caetité - Anne Lima - Camaçari - Ingra Moura - Conceição do Coité - Julyette Figueiredo - Conceição do Jacuípe - Anatália "Nana" Aires - Dias d'Ávila - Nataly Carvalho - Feira de Santana - Verônica Magalhães - Ilhéus - Érika Schramm - Ipecaetá - Victoria Cabral - Itabuna - Maria Anisia Leão - Jiquiriçá - Sathie Sampaio - Mata de São João - Larissa Solli - Mundo Novo - Evelin Gomes - Madre de Deus - Iva Saback | - Nova Soure - Paula Dantas Loureiro - Paulo Afonso - Luana Flávia - Poções - Victoria Braga - Lauro de Freitas - Bianka Solla - Pojuca - Isadora Barbosa - Salvador - Bruna Machado - Santo Antônio de Jesus - Manoella Galvão - Senhor do Bonfim - Natália Mello - Serrinha - Ana Talita Lima - Simões Filho - Pollyana Giffoni - São Sebastião do Passé - Carol Amaral - Terra Nova - Tamires dos Anjos - Varzedo - Thayna Almeida - Vitória da Conquista - Tayzza Ferreira |

## Ver Também
- Miss Bahia
- Miss Bahia 2013
- Miss Brasil
- Miss Brasil 2014

## Crossovers
Candidatas que competiram em outros certames antes do estadual:
Miss Bahia
- 2013: Simões Filho - Pollyana Giffoni (4º. Lugar)

Beleza Black
- 2014: Itabuna - Anisia Leão (Vencedora)

Musa do Brasileirão
- 2009: Amargosa - Aline Monaretto

Miss Pérola Negra
- 2014: São Sebastião do Passé - Carol Amaral (Vencedora)